# ウォシャウスキー姉妹

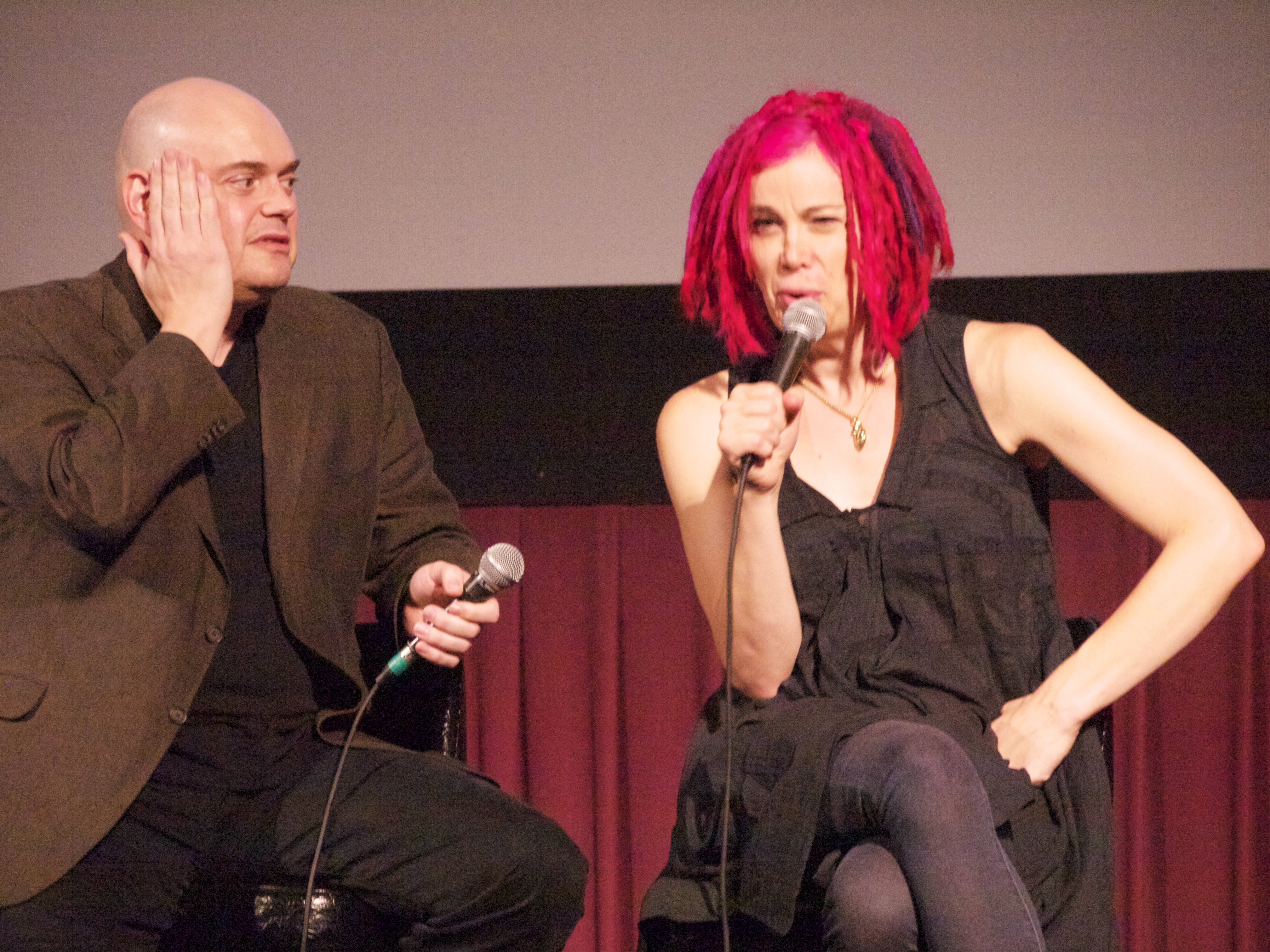
リリー (左)とラナ・ウォシャウスキー（2012年）

ラナ・ウォシャウスキー（Lana Wachowski、1965年6月21日 - ）とリリー・ウォシャウスキー（Lilly Wachowski、1967年12月29日 - ）の姉妹は、アメリカ合衆国の映画監督、脚本家、プロデューサー。かつてはラリー＆アンディ・ウォシャウスキー兄弟（Larry and Andy Wachowski brothers）と呼ばれたが、2人とも性別適合手術を受けたことにより、以降はラナ＆リリー・ウォシャウスキー姉妹（Lana and Lilly Wachowski sisters）として呼ばれている。なお、彼女らの姓は英語発音としては、「ワチャウスキ」に近い。コンビ名の表記としては「The Wachowskis」（英語）が存在する。

## 来歴
ラナ・ウォシャウスキーはローレンス・ウォシャウスキー（通称ラリー。Laurence "Larry" Wachowski）として1965年に、リリー・ウォシャウスキーはアンドリュー・ポール・ウォシャウスキー（通称アンディ。Andrew Paul "Andy" Wachowski）として、1967年にシカゴで生まれた。母リンは看護師・画家で、俳優のローレンス・ラッキンビルは2人のおじに当たる。父ロンはポーランド系のビジネスマンであった。それぞれ1983年と1986年にシカゴのホイットニー・ヤング高校を卒業。当時の在校生によると、2人は『ダンジョンズ&ドラゴンズ』をプレイしたり、校内の演劇やテレビの制作に携わったりしていた。ラナはニューヨークのバード大学に、リリーはボストンのエマーソン大学に進んだ。しかし2人とも中退し、シカゴで大工の仕事を営むかたわらコミックの創作に勤しんだ。
最初に書いた映画脚本『暗殺者』はディノ・デ・ラウレンティスが権利を獲得し、ワーナー・ブラザースの配給により、リチャード・ドナー監督によって映画化され、1995年に公開された。1996年『バウンド』で映画監督デビューを飾る。1999年の第2作『マトリックス』が世界的ヒットとなり、名声を手にした。その後『マトリックス リローデッド』と『マトリックス レボリューションズ』の2つの続編でも脚本と監督を務め、その他の媒体でも『マトリックス』シリーズの展開に携わった。
2008年に、1960年代の日本のテレビアニメ『マッハGoGoGo』に基づく『スピード・レーサー』を発表する。2012年、デイヴィッド・ミッチェルの小説を原作とする『クラウド アトラス』をトム・ティクヴァと共同で脚本・監督する。
2015年、脚本・監督を務める『ジュピター』が公開。Netflixで初のドラマシリーズとなる『Sense8 センス8』が配信。2017年にシーズン2、2018年に『Sense8 センス8 完結編』がそれぞれ配信された。
2019年8月、『マトリックス レザレクションズ』の製作が発表された。コンビを解消し、姉のラナが単独で脚本と監督、製作を務める。

## コミック作品
映画製作に携わる以前に2人が書いていたコミック作品には、1993年にマーベル・コミックの『Razorline』に連載されたクライヴ・バーカー作『Ectokid』や、『ヘル・レイザー』、『ミディアン』といったバーカーの映画の翻案がある。
また2人は2003年に設立したバーリーマン・エンターテインメント（Burlyman Entertainment）を通じて『マトリックス』シリーズ関連のコミックを出版している。

## 私生活
ラナがトランスジェンダーであるとする噂は2000年代初頭からあったが、2人はこれについて直接言及してこなかった。Roviによると、ラナは2008年の『スピード・レーサー』後に性別適合手術を終えた。2010年以降の記事で『ハリウッド・リポーター』や『ニューヨーク・タイムズ』は2人を「アンディ・アンド・ラナ（旧称ラリー）・ウォシャウスキー」と呼んでいる。一部の公的文書には「ラナ・ウォシャウスキー」(Lana Wachowski) と記されている。2012年7月、ラナは『クラウド アトラス』の解説映像で初めて女性として公の場に姿を現した。2012年10月、ラナはLGBT団体ヒューマン・ライツ・キャンペーンから「認知賞」を受賞し、スピーチで初めて自身の少年時代やジェンダーにまつわる体験を明かした。
リリーは、1991年よりアリサ・ブレイジンゲームと結婚している。2016年3月8日、性別適合手術を済ませて、「アンディ」から「リリー」と名乗ることを表明した。
姉妹共に日本のアニメファンとして知られ、ラナは『らんま1/2』や村上春樹作品が大好きだと語っている。
過去に面会した押井守によれば、妹は対人関係が苦手で、一切口をきかず目も合わせなかったという。交渉などは当時の姉に任せていたという。

## フィルモグラフィー

### 映画
| 年   | 題名                                                   | 担当 | 担当 | 担当 | 担当       | 備考 |
| 年   | 題名                                                   | 監督 | 脚本 | 製作 | 製作総指揮 | 備考 |
| ---- | ------------------------------------------------------ | ---- | ---- | ---- | ---------- | --- |
| 1995 | 暗殺者 Assassins                                       | No   | Yes  | No   | No         | |
| 1996 | バウンド Bound                                         | Yes  | Yes  | No   | Yes        | |
| 1999 | マトリックス The Matrix                                | Yes  | Yes  | No   | Yes        | |
| 2003 | マトリックス リローデッド The Matrix Reloaded          | Yes  | Yes  | No   | Yes        | |
| 2003 | アニマトリックス The Animatrix                         | No   | Yes  | Yes  | No         | オリジナルビデオ （脚本は「ファイナル・フライト・オブ・ザ・オシリス」「「セカンド・ルネッサンス パート1」 「セカンド・ルネッサンス パート2」「キッズ・ストーリー」のみ） |
| 2003 | マトリックス レボリューションズ The Matrix Revolutions | Yes  | Yes  | No   | Yes        | |
| 2006 | Vフォー・ヴェンデッタ V for Vendetta                   | No   | Yes  | Yes  | No         | |
| 2007 | インベージョン The Invasion                            | No   | Yes  | No   | No         | 追加シーン、クレジットなし |
| 2008 | スピード・レーサー Speed Racer                         | Yes  | Yes  | Yes  | No         | |
| 2009 | ニンジャ・アサシン Ninja Assassin                      | No   | No   | Yes  | No         | |
| 2012 | クラウド アトラス Cloud Atlas                          | Yes  | Yes  | Yes  | No         | トム・ティクヴァと共同監督 |
| 2015 | ジュピター Jupiter Ascending                           | Yes  | Yes  | Yes  | Yes        | 監督初の3D作品 |
| 2015 | センス8 Sense8                                         | Yes  | Yes  | Yes  | Yes        | Netflixウェブテレビジョンシリーズ |
| 2021 | マトリックス レザレクションズ The Matrix Resurrections | Yes  | Yes  | Yes  | No         | ラナのみ |
| TBA  | Untitled The Matrix Resurrections sequel               | No   | No   | No   | Yes        | ラナのみ |

### ビデオゲーム
| 発売年 | タイトル                          | 担当 | 担当 |
| 発売年 | タイトル                          | 監督 | 脚本 |
| ------ | --------------------------------- | ---- | ---- |
| 2003年 | ENTER THE MATRIX Enter the Matrix | Yes  | Yes  |
| 2003年 | The Matrix Online                 | Yes  | No   |
| 2005年 | The Matrix: Path of Neo           | Yes  | Yes  |

## 実現しなかった企画
ワーナーが映画化を企画している脚本にはロビン・フッドの物語を基にした『Hood』がある。また、イラク戦争を題材に兵士の同性愛やジョージ・W・ブッシュの暗殺を描く『CN-9』という映画の構想があったが、出資者が見つからず頓挫している。